# Efferia brunnescens
Efferia brunnescens este o specie de muște din genul Efferia, familia Asilidae. A fost descrisă pentru prima dată de Stanley Willard Bromley în anul 1929.
Este endemică în Cuba. Conform Catalogue of Life specia Efferia brunnescens nu are subspecii cunoscute.